# Cupa EHF Feminin 2017-2018
Cupa EHF Feminin 2017-18 a fost a 37-a ediție a Cupei EHF și s-a desfășurat cu începere din 8 septembrie 2017. Câștigătoarea trofeului a fost echipa românească SCM Craiova, care a învins în finală echipa norvegiană Vipers Kristiansand, cu scorul general de 52–51.

## Formatul
Ediția din 2017-18 este a doua după schimbarea, în iulie 2016, a formatului întrecerii. Fosta Cupă EHF a fuzionat cu Cupa Cupelor EHF, rezultând o singură competiție cu un număr mai mare de echipe. Sistemul de joc va fi identic cu cel din ediția anterioară: vor exista trei manșe de calificare, o fază a grupelor și faze eliminatorii.

### Manșa 1 de calificare
În această manșă au fost distribuite 28 de echipe, care au jucat grupate câte două, în sistem tur-retur. Turul s-a desfășurat între 8 și 16 septembrie, iar returul între 10 și 17 septembrie 2017.

### Manșa a 2-a de calificare
În această manșă au fost distribuite în primă fază 18 echipe, din care 16 s-au calificat direct în această rundă, iar celelalte 2 au fost echipele care s-au clasat pe locurile 4 în cele două turnee de calificări pentru Liga Campionilor. În manșa a 2-a au avansat ulterior și cele 14 echipe câștigătoare din manșa 1. Cele 32 de echipe rezultate în total au jucat grupate câte două, în sistem tur-retur. Turul s-a desfășurat pe 14 și 15 octombrie, iar returul pe 21 și 22 octombrie 2017.

### Manșa a 3-a de calificare
În această manșă au fost distribuite în primă fază 8 echipe, din care 4 direct, conform coeficienților EHF pentru sezonul 2017-18 și performanțelor obținute în respectivele competiții interne:
- Randers HK, clasată pe locul 8 în Damehåndboldligaen 2016-2017;
- ÉRD, clasată pe locul 3 în Nemzeti Bajnokság I 2016-2017;
- SCM Craiova, clasată pe locul 4 în Liga Națională 2016-2017;
- HC Lada, clasată pe locul 2 în Superliga Rusă 2016-2017;

Tot în această manșă au fost distribuite direct și echipele clasate pe locurile 2 și 3 în cele două turnee de calificări pentru Liga Campionilor EHF 2017-18. Ulterior, în manșa a 3-a au avansat și cele 16 echipe câștigătoare din manșa a 2-a. Cele 24 de echipe rezultate în total vor juca grupate câte două, în sistem tur-retur.

## Tragerile la sorți și datele manșelor
Manșele 1 și a 2-a au fost trase la sorți pe data de 18 iulie 2017, de la ora locală 11:00, la sediul EHF de la Viena, iar extragerea a fost transmisă în direct pe canalul online ehfTV, pe paginile de Facebook și Twitter ale EHF și printr-un live ticker pe pagina de internet eurohandball.com.
Meciurile din Manșa a 3-a au fost trase la sorți pe data de 24 octombrie 2017, de la ora locală 11:00, la sediul EHF de la Viena. La fel ca și în cazul manșelor anterioare, extragerea a fost transmisă în direct pe canalul online ehfTV, pe paginile de Facebook și Twitter ale EHF și printr-un live ticker pe pagina de internet eurohandball.com.
| Rundă                | Data tragerii la sorți | Tur                  | Retur                 |
| -------------------- | ---------------------- | -------------------- | --------------------- |
| Manșa 1              | 18 iulie 2017          | 9-10 septembrie 2017 | 16-17 septembrie 2017 |
| Manșa a 2-a          | 18 iulie 2017          | 14-15 octombrie 2017 | 21-22 octombrie 2017  |
| Manșa a 3-a          | 24 octombrie 2017      | 11-12 noiembrie 2017 | 18-19 noiembrie 2017  |
| Faza grupelor        | 23 noiembrie 2017      | 6-7 ianuarie 2018    | 10-11 februarie 2018  |
| Sferturile de finală | 13 februarie 2018      | 3-4 martie 2018      | 10-11 martie 2018     |
| Finala               | 17 aprilie 2018        | 5 mai 2018           | 11 mai 2018           |

## Faza calificărilor
Pentru a reduce din costurile deplasărilor și cazărilor, unele echipe au fost de acord să joace ambele meciuri în aceeași sală, pe terenul adversarului. Aceste cazuri sunt prezentate în notele din subsolul tabelelor. 

### Manșa 1
| Echipa 1               | Scor gen. | Echipa 2                 | Tur   | Retur |
| ---------------------- | --------- | ------------------------ | ----- | ----- |
| KHF Priștina           | 26–66a)   | LC Brühl Handball        | 11–34 | 15–32 |
| Váci NKSE              | 90–35b)   | Holon HC                 | 46–17 | 44–18 |
| Metraco Zagłębie Lubin | 80–47c)   | LK Zug Handball          | 37–24 | 43–23 |
| HSG Blomberg-Lippe     | 88–350    | HB Sint-Truiden          | 46–19 | 42–16 |
| CSM Roman              | 82–34d)   | HŽRK Grude               | 40–15 | 42–19 |
| Silkeborg-Voel KFUM    | 80–20e)   | A.C. Latsia Nicosia      | 44–12 | 36–8  |
| Cercle Dijon Bourgogne | 51–40f)   | Jomi Salerno             | 27–18 | 24–22 |
| Super Amara Bera Bera  | 57–480    | Colégio de Gaia          | 26–25 | 31–23 |
| DHC Slavia Praha       | 48–49g)   | BNTU-BelAZ Minsk         | 24–25 | 24–24 |
| Kram Start Elbląg      | 47–62h)   | Byasen HE                | 29–34 | 18–28 |
| ŽRK Medicinar Šabac    | 63–61i)   | Succes Schoonmaak        | 34–33 | 29–28 |
| Galiceanka             | 46–520    | Morrenhof Jansen Dalfsen | 26–22 | 20–30 |
| Yenimahalle Belediyesi | 61–46j)   | O.F.N. Ionias            | 31–24 | 30–22 |
| NUR Mingəçevir         | 53–51k)   | Lugi HF                  | 24–24 | 29–27 |

Note
| a) Ambele meciuri au fost găzduite de KHF Priștina, la Priștina. b) Ambele meciuri au fost găzduite de Váci NKSE, la Vác. c) Ambele meciuri au fost găzduite de Metraco Zagłębie Lubin, la Lubin. d) Ambele meciuri au fost găzduite de CSM Roman, la Roman. e) Ambele meciuri au fost găzduite de Silkeborg-Voel KFUM, la Silkeborg. f) Ambele meciuri au fost găzduite de Cercle Dijon Bourgogne, la Dijon. | g) Ambele meciuri au fost găzduite de DHC Slavia Praha, la Praga. h) Ambele meciuri au fost găzduite de Byasen HE, la Praga. i) Ambele meciuri au fost găzduite de ŽRK Medicinar, la Šabac. j) Ambele meciuri au fost găzduite de Yenimahalle Belediyesi, la Ankara. k) Ambele meciuri au fost găzduite de NUR Mingacevir, la Mingacevir. |

### Manșa a 2-a
| Echipă          | Echipă             |
| --------------- | ------------------ |
| DHK Banik Most  | København Håndbold |
| Viborg HK       | ES Besançon        |
| Issy Paris Hand | Buxtehuder SV      |
| TuS Metzingen   | Dunaújvárosi KKA   |
| DVSC-TVP        | Glassverket IF     |
| Tertnes Bergen  | HC Dunărea Brăila  |
| HC Zalău        | GK Astrahanocika   |
| Kuban Krasnodar | Zvezda Zvenigorod  |

| Echipă              | Loc                            |
| ------------------- | ------------------------------ |
| Kastamonu Bld       | Loc 4 TC1–Liga Campionilor EHF |
| CB Atlético Guardés | Loc 4 TC2–Liga Campionilor EHF |

| Echipa 1                 | Scor gen. | Echipa 2               | Tur   | Retur |
| ------------------------ | --------- | ---------------------- | ----- | ----- |
| Metraco Zagłębie Lubin   | 45–490    | DVSC-TVP               | 25–23 | 20–26 |
| Morrenhof Jansen Dalfsen | 48–600    | DHK Baník Most         | 28–32 | 20–28 |
| BNTU-BelAZ Minsk         | 52–52a)1) | Tertnes Bergen         | 26–23 | 26–29 |
| Cercle Dijon Bourgogne   | 50–600    | København Håndbold     | 23–32 | 27–28 |
| Silkeborg-Voel KFUM      | 50–560    | ES Besançon            | 27–26 | 23–28 |
| HC Zalău                 | 60–500    | Yenimahalle Belediyesi | 26–21 | 34–29 |
| Kastamonu Bld            | 59–57b)   | Super Amara Bera Bera  | 35–35 | 24–22 |
| Dunaújvárosi Kohász KA   | 56–510    | CSM Roman              | 31–24 | 25–27 |
| Byasen HE                | 48–460    | HC Dunărea Brăila      | 28–18 | 20–28 |
| Buxtehuder SV            | 55–552)   | Váci NKSE              | 33–26 | 22–29 |
| TuS Metzingen            | 60–510    | HSG Blomberg-Lippe     | 32–24 | 28–27 |
| LC Brühl Handball        | 53–53c)3) | Zvezda Zvenigorod      | 25–29 | 28–24 |
| NUR Mingəçevir           | 36–41d)   | Viborg HK              | 21–38 | 15–43 |
| Issy Paris Hand          | 49–390    | Glassverket IF         | 23–22 | 26–17 |
| GK Astrahanocika         | 61–55e)   | CB Atlético Guardés    | 28–25 | 33–30 |
| ŽRK Medicinar Šabac      | 45–68f)   | Kuban Krasnodar        | 23–33 | 22–35 |

Note
1) BNTU-BelAZ Minsk s-a calificat în manșa a treia având un golaveraj egal cu cel al Tertnes Bergen, dar mai multe goluri înscrise în deplasare.
2) Váci NKSE s-a calificat în manșa a treia având un golaveraj egal cu cel al Buxtehuder SV, dar mai multe goluri înscrise în deplasare.
3) Zvezda Zvenigorod s-a calificat în manșa a treia având un golaveraj egal cu cel al LC Brühl Handball, dar mai multe goluri înscrise în deplasare.
| a) Ambele meciuri au fost găzduite de Tertnes Bergen, la Bergen. b) Ambele meciuri au fost găzduite de Kastamonu Bld, la Kastamonu. c) Ambele meciuri au fost găzduite de Zvezda Zvenigorod, la Zvenigorod. | d) Ambele meciuri au fost găzduite de Viborg HK, la Viborg. e) Ambele meciuri au fost găzduite de Atlético Guardés, la Pontevedra. f) Ambele meciuri au fost găzduite de Kuban Krasnodar, la Krasnodar. |

### Manșa a 3-a
| Echipă     | Echipă      |
| ---------- | ----------- |
| Randers HK | SCM Craiova |
| ÉRD        | HC Lada     |

| Echipă                | Loc                            |
| --------------------- | ------------------------------ |
| RK Podravka           | Loc 2 TC1–Liga Campionilor EHF |
| HC Gomel              | Loc 3 TC1–Liga Campionilor EHF |
| H 65 Höör             | Loc 2 TC2–Liga Campionilor EHF |
| Hypo Niederösterreich | Loc 3 TC2–Liga Campionilor EHF |

#### Repartizarea echipelor
Cele 24 de echipe din Manșa a 3-a au fost repartizate în două urne valorice și au fost apoi extrase astfel încât fiecare echipă din urna 1 să joace un meci tur și unul retur împotriva unei echipe din urna 2, rezultând în total 24 de partide. Distribuția în urnele valorice a fost următoarea:
| Urna valorică 1       | Urna valorică 2   |
| --------------------- | ----------------- |
| Hypo Niederösterreich | BNTU-BelAZ Minsk  |
| HC Gomel              | Viborg HK         |
| RK Podravka           | ES Besançon       |
| DHK Baník Most        | Issy Paris Hand   |
| København Håndbold    | TuS Metzingen     |
| Randers HK            | Dunaújváros KKA   |
| ÉRD                   | DVSC-TVP          |
| SCM Craiova           | Váci NKSE         |
| GK Astrahanocika      | Byasen HE         |
| HC Lada               | HC Zalău          |
| H 65 Höör             | Kuban Krasnodar   |
| Kastamonu Bld         | Zvezda Zvenigorod |

Tragerea la sorți a avut loc pe 24 octombrie 2017 și a fost efectuată de Markus Glaser, Ofițer Sportiv al EHF, și handbalista Marianne Rácz de la echipa ÉRD. În urma tragerii la sorți au rezultat următoarele partide:
| Echipa 1              | Scor gen. | Echipa 2        | Tur   | Retur |
| --------------------- | --------- | --------------- | ----- | ----- |
| Byasen HE             | 59–50     | HC Gomel        | 32–28 | 27–22 |
| BNTU-BelAZ Minsk      | 46–48     | Randers HK      | 23–22 | 23–26 |
| Viborg HK             | 52–38     | RK Podravka     | 32–17 | 20–21 |
| HC Lada               | 66–54     | ES Besançon     | 30–22 | 36–32 |
| SCM Craiova           | 48–45     | DVSC-TVP        | 24–19 | 24–26 |
| Váci NKSE             | 53–62     | Kastamonu Bld   | 24–26 | 29–36 |
| GK Astrahanocika      | 58–60     | Kuban Krasnodar | 29–27 | 29–33 |
| H 65 Höör             | 53–52     | TuS Metzingen   | 24–24 | 29–28 |
| København Håndbold    | 45–41     | Dunaújváros KKA | 22–21 | 23–20 |
| ÉRD                   | 51–52     | Issy Paris Hand | 31–21 | 20–31 |
| Zvezda Zvenigorod     | 53–61     | DHK Baník Most  | 31–28 | 22–33 |
| Hypo Niederösterreich | 43–59     | HC Zalău        | 22–30 | 21–29 |

### Clasamentul marcatoarelor din calificări
| Poz. | Nume                                | Echipă              | Goluri |
| ---- | ----------------------------------- | ------------------- | ------ |
| 1    | Anastasia Mazgo (BLR)               | BNTU-BelAZ Minsk    | 43     |
| 2    | Olga Laiuk (UKR)                    | Kastamonu Bld       | 35     |
| 3    | Serpil İskenderoğlu (TUR)           | Kastamonu Bld       | 30     |
| 3    | Simona Šárková (SVK)                | DHK Baník Most      | 30     |
| 5    | Irina Nikitina (RUS)                | Zvezda Zvenigorod   | 27     |
| 6    | Teodora Tomac (CRO)                 | Byasen HE           | 27     |
| 7    | Ann Grete Nørgaard Østerballe (DEN) | Viborg HK           | 26     |
| 7    | Alicia Stolle (GER)                 | HSG Blomberg-Lippe  | 26     |
| 7    | Ana Tomković (SRB)                  | ŽRK Medicinar Šabac | 26     |
| 8    | Dijana Jovetić (CRO)                | Váci NKSE           | 25     |
| 8    | Daria Samohina (RUS)                | GK Astrahanocika    | 25     |

## Faza grupelor
Echipele care au jucat în această fază au fost distribuite în patru grupe de câte patru echipe:
| Echipă        | Echipă             |
| ------------- | ------------------ |
| Byasen HE     | Kuban Krasnodar    |
| Randers HK    | H 65 Höör          |
| Viborg HK     | København Håndbold |
| HC Lada       | Issy Paris Hand    |
| SCM Craiova   | DHK Baník Most     |
| Kastamonu Bld | HC Zalău           |

| Echipă              | Loc                |
| ------------------- | ------------------ |
| GTPR Gdynia         | Locul 4 în Grupa A |
| Brest Handball      | Locul 4 în Grupa B |
| Larvik HK           | Locul 4 în Grupa C |
| Vipers Kristiansand | Locul 4 în Grupa D |

### Distribuția în urnele valorice
Cele 16 echipe calificate în faza grupelor au fost distribuite în 4 urne valorice. Echipele provenind din aceeași țară au fost distribuite în aceeași urnă, astfel încât, în urma tragerii la sorți, să fie extrase în grupe diferite.
| Urna 1                                                           | Urna a 2-a                                     | Urna a 3-a                                             | Urna a 4-a                                                              |
| ---------------------------------------------------------------- | ---------------------------------------------- | ------------------------------------------------------ | ----------------------------------------------------------------------- |
| - Brest Handball - Larvik HK - Vipers Kristiansand - GTPR Gdynia | - Randers HK - Viborg HK - HC Lada - H 65 Höör | - Issy Paris Hand - Byasen HE - SCM Craiova - HC Zalău | - DHK Baník Most - København Håndbold - Kuban Krasnodar - Kastamonu Bld |

Tragerea la sorți a fazei grupelor a fost transmisă în direct pe pagina de Facebook, pe canalul YouTube al EHF și printr-un live ticker. Extragerea a fost efectuată de Markus Glaser, Ofițer Sportiv al EHF, și de reprezentanți a patru cluburi: handbalistele Andreea Rădoi de la SCM Craiova și Florène Dassé de la Issy Paris, și oficialii Henrik Dahl Nielsen de la Viborg și Espen Nyhus de la Larvik. În urma tragerii la sorți au rezultat următoarele grupe:

### Grupa A
| Echipa          | M | V | E | Î | GM  | GP  | G   | Pct |
| --------------- | - | - | - | - | --- | --- | --- | --- |
| Brest Handball  | 6 | 4 | 0 | 2 | 139 | 117 | +22 | 8   |
| SCM Craiova     | 6 | 4 | 0 | 2 | 146 | 134 | +12 | 8   |
| Kuban Krasnodar | 6 | 3 | 0 | 3 | 141 | 155 | −14 | 6   |
| Randers HK      | 6 | 1 | 0 | 5 | 124 | 144 | −20 | 2   |

|                 | BRE   | RAN   | CRA   | KUB   |
| --------------- | ----- | ----- | ----- | ----- |
| Brest Handball  | –     | 23–15 | 25–22 | 30–16 |
| Randers HK      | 26–18 | –     | 25–29 | 20–23 |
| SCM Craiova     | 16–15 | 23–17 | –     | 30–24 |
| Kuban Krasnodar | 22–28 | 28–21 | 28–26 | –     |

### Grupa B
| Echipa              | M | V | E | Î | GM  | GP  | G   | Pct |
| ------------------- | - | - | - | - | --- | --- | --- | --- |
| HC Lada             | 6 | 5 | 0 | 1 | 160 | 147 | +13 | 10  |
| Vipers Kristiansand | 6 | 3 | 0 | 3 | 156 | 150 | +6  | 6   |
| Issy Paris Hand     | 6 | 2 | 1 | 3 | 146 | 156 | −10 | 5   |
| København Håndbold  | 6 | 1 | 1 | 4 | 162 | 171 | −9  | 3   |

|           | VIP   | LAD   | ISS   | KØB   |
| --------- | ----- | ----- | ----- | ----- |
| Vipers    | –     | 30–21 | 22–23 | 30–23 |
| HC Lada   | 29–24 | –     | 25–24 | 27–24 |
| Issy Hand | 24–25 | 17–27 | –     | 28–28 |
| København | 30–25 | 28–31 | 29–30 | –     |

### Grupa C
| Echipa        | M | V | E | Î | GM  | GP  | G   | Pct |
| ------------- | - | - | - | - | --- | --- | --- | --- |
| Kastamonu Bld | 6 | 5 | 0 | 1 | 165 | 146 | +19 | 10  |
| Viborg HK     | 6 | 4 | 0 | 2 | 157 | 148 | +9  | 8   |
| Byasen HE     | 6 | 3 | 0 | 3 | 166 | 152 | +14 | 6   |
| GTPR Gdynia   | 6 | 0 | 0 | 6 | 137 | 179 | −42 | 0   |

|             | GDY   | VHK   | BYA   | KAS   |
| ----------- | ----- | ----- | ----- | ----- |
| GTPR Gdynia | –     | 21–32 | 22–24 | 26–27 |
| Viborg HK   | 27–24 | –     | 29–26 | 26–28 |
| Byasen HE   | 41–19 | 21–28 | –     | 26–24 |
| Kastamonu   | 28–25 | 28–15 | 30–28 | –     |

### Grupa D
| Echipa         | M | V | E | Î | GM  | GP  | G   | Pct |
| -------------- | - | - | - | - | --- | --- | --- | --- |
| Larvik HK      | 6 | 4 | 1 | 1 | 166 | 146 | +20 | 9   |
| HC Zalău       | 6 | 4 | 0 | 2 | 147 | 151 | −4  | 8   |
| H 65 Höör      | 6 | 3 | 0 | 3 | 158 | 150 | +8  | 6   |
| DHK Baník Most | 6 | 0 | 1 | 5 | 146 | 170 | −24 | 1   |

|            | LHK   | H65   | ZAL   | DHK   |
| ---------- | ----- | ----- | ----- | ----- |
| Larvik HK  | –     | 34–23 | 28–23 | 34–29 |
| H 65 Höör  | 25–27 | –     | 30–19 | 28–27 |
| HC Zalău   | 25–22 | 24–21 | –     | 31–28 |
| Baník Most | 21–21 | 19–31 | 22–25 | –     |

## Fazele eliminatorii
În această fază s-au calificat echipele care au terminat pe primele două locuri în fiecare din cele patru grupe:
| De pe locul 1 din grupă | De pe locul 2 din grupă |
| ----------------------- | ----------------------- |
| Brest Handball          | SCM Craiova             |
| HC Lada                 | Vipers Kristiansand     |
| Kastamonu Bld           | Viborg HK               |
| Larvik HK               | HC Zalău                |

Tragerea la sorți pentru sferturile de finală a avut loc pe 13 februarie 2018, la sediul EHF din Viena, și a fost efectuată de Markus Glaser, Ofițerul Sportiv al EHF, și Bjørn Bjune, managerul general al clubului Larvik HK.

### Diagrama
|  | Sferturile de finală | Sferturile de finală | Sferturile de finală | Sferturile de finală | Sferturile de finală |    |                     | Semifinalele  | Semifinalele | Semifinalele | Semifinalele | Semifinalele |  |    | Finala      | Finala | Finala | Finala | Finala |  |
|  |                      |                      |                      |                      |                      |    |                     |               |              |              |              |              |  |    |             |        |        |        |        |  |
|  | D2                   | HC Zalău             | 29                   | 24                   | 53                   |    |                     |               |              |              |              |              |  |    |             |        |        |        |        |  |
|  | C1                   | Kastamonu Bld        | 28                   | 27                   | 55                   |    |                     |               |              |              |              |              |  |    |             |        |        |        |        |  |
|  | C1                   | Kastamonu Bld        | 28                   | 27                   | 55                   |    | C1                  | Kastamonu Bld | 22           | 18           | 40           |              |  |    |             |        |        |        |        |  |
|  |                      |                      |                      |                      |                      |    | C1                  | Kastamonu Bld | 22           | 18           | 40           |              |  |    |             |        |        |        |        |  |
|  |                      | A2                   | SCM Craiova          | 23                   | 18                   | 41 |                     |               |              |              |              |              |  |    |             |        |        |        |        |  |
|  | A2                   | A2                   | SCM Craiova          | 23                   | 18                   | 41 | SCM Craiova         | 24            | 26           | 50           |              |              |  |    |             |        |        |        |        |  |
|  | A2                   |                      |                      |                      |                      |    | SCM Craiova         | 24            | 26           | 50           |              |              |  |    |             |        |        |        |        |  |
|  | B1                   | HC Lada              | 26                   | 23                   | 49                   |    |                     |               |              |              |              |              |  |    |             |        |        |        |        |  |
|  | B1                   | HC Lada              | 26                   | 23                   | 49                   |    |                     |               |              |              |              |              |  | A2 | SCM Craiova | 22     | 30     | 52     |        |  |
|  |                      |                      |                      |                      |                      |    |                     |               |              |              |              |              |  | A2 | SCM Craiova | 22     | 30     | 52     |        |  |
|  |                      | B2                   | Vipers Kristiansand  | 26                   | 25                   | 51 |                     |               |              |              |              |              |  |    |             |        |        |        |        |  |
|  | C2                   | B2                   | Vipers Kristiansand  | 26                   | 25                   | 51 | Viborg HK           | 28            | 27           | 55           |              |              |  |    |             |        |        |        |        |  |
|  | C2                   |                      |                      |                      |                      |    | Viborg HK           | 28            | 27           | 55           |              |              |  |    |             |        |        |        |        |  |
|  | D1                   | Larvik HK            | 21                   | 26                   | 47                   |    |                     |               |              |              |              |              |  |    |             |        |        |        |        |  |
|  | D1                   | Larvik HK            | 21                   | 26                   | 47                   |    | C2                  | Viborg HK     | 34           | 23           | 57           |              |  |    |             |        |        |        |        |  |
|  |                      |                      |                      |                      |                      |    | C2                  | Viborg HK     | 34           | 23           | 57           |              |  |    |             |        |        |        |        |  |
|  |                      | B2                   | Vipers Kristiansand  | 31                   | 29                   | 60 |                     |               |              |              |              |              |  |    |             |        |        |        |        |  |
|  | B2                   | B2                   | Vipers Kristiansand  | 31                   | 29                   | 60 | Vipers Kristiansand | 26            | 29           | 55           |              |              |  |    |             |        |        |        |        |  |
|  | B2                   |                      |                      |                      |                      |    | Vipers Kristiansand | 26            | 29           | 55           |              |              |  |    |             |        |        |        |        |  |
|  | A1                   | Brest Handball       | 17                   | 34                   | 51                   |    |                     |               |              |              |              |              |  |    |             |        |        |        |        |  |

### Sferturile de finală
| Echipa 1            | Scor gen. | Echipa 2       | Tur   | Retur |
| ------------------- | --------- | -------------- | ----- | ----- |
| SCM Craiova         | 50 – 49   | HC Lada        | 24–26 | 26–23 |
| Vipers Kristiansand | 55 – 51   | Brest Handball | 26–17 | 29–34 |
| Viborg HK           | 55 – 47   | Larvik HK      | 28–21 | 27–26 |
| HC Zalău            | 53 – 55   | Kastamonu Bld  | 29–28 | 24–27 |

### Semifinalele
Semifinalele s-au desfășurat între învingătoarele dintre HC Zalău/Kastamonu Belediyesi și SCM Craiova/HC Lada, respectiv Viborg HK/Larvik HK și Vipers Kristiansand/Brest Bretagne Handball.

| Echipa 1      | Scor gen. | Echipa 2            | Tur   | Retur |
| ------------- | --------- | ------------------- | ----- | ----- |
| Kastamonu Bld | 40 – 41   | SCM Craiova         | 22–23 | 18–18 |
| Viborg HK     | 57 – 60   | Vipers Kristiansand | 34–31 | 23–29 |

### Finala
Ordinea desfășurării celor două partide a fost stabilită prin tragere la sorți pe 17 aprilie 2018, la sediul EHF din Viena. SCM Craiova a câștigat trofeul învingând pe Vipers Kristiansand cu scorul general de 52–51.
| Echipa 1    | Scor gen. | Echipa 2            | Tur   | Retur |
| ----------- | --------- | ------------------- | ----- | ----- |
| SCM Craiova | 52 – 51   | Vipers Kristiansand | 22–26 | 30–25 |

## Clasamentul marcatoarelor
Actualizat pe 11 mai 2018
| Poz. | Nume                                | Echipă              | Goluri |
| ---- | ----------------------------------- | ------------------- | ------ |
| 1    | Linn Jørum Sulland (NOR)            | Vipers Kristiansand | 78     |
| 2    | Cristina Florianu (ROU)             | SCM Craiova         | 69     |
| 3    | Ann Grete Nørgaard Østerballe (DEN) | Viborg HK           | 65     |
| 4    | Kari Brattset (NOR)                 | Vipers Kristiansand | 61     |
| 5    | Daria Dmitrieva (RUS)               | HC Lada             | 58     |
| 6    | Serpil İskenderoğlu (TUR)           | Kastamonu Bld       | 55     |
| 7    | Roxana Rob (ROU)                    | HC Zalău            | 49     |
| 8    | Kristina Jørgensen (DEN)            | Viborg HK           | 48     |
| 9    | Iana Uskova (RUS)                   | Kastamonu Bld       | 46     |
| 10   | Kristine Breistøl (NOR)             | Larvik HK           | 45     |
| 10   | Ana Maria Țicu (ROU)                | SCM Craiova         | 45     |